# Real ordine del riconoscimento civile alle vittime del terrorismo
Il Real ordine del riconoscimento civile alle vittime del terrorismo è un ordine cavalleresco spagnolo.

## Storia
L'Ordine fu istituito il 23 dicembre 1999 allo scopo di dimostrare solidarietà e per onorare morti, feriti o rapiti in atti terroristici in Spagna.
Il Cancelliere è il Ministro della Presidenza.

## Classi
L'Ordine dispone delle seguenti classi di benemerenza:
- Gran Croce: assegnato con decreto del Consiglio dei Ministri, l'insignito riceve il titolo di Eccellenza;
- Commendatore: assegnato con decreto ministeriale, l'insignito riceve il titolo di Illustre

## Insegne
- Il nastro è rosso con bordi bianchi.